# Mike Schatz
Mike Schatz (...) è un attore, comico e doppiatore statunitense.
È noto soprattutto per aver prestato la voce originale a Emory nella serie animata Aqua Teen Hunger Force di Adult Swim. Oltre alla sua attività di doppiatore, Schatz lavora anche come direttore creativo per l'Atlanta Braves, per il network Up e con la Blue Sky Agency, agenzia pubblicitaria con sede ad Atlanta, in Georgia, con la quale lavora da circa 18 anni.

## Carriera
L'idea di fare il comico è venuta un giorno, quando Mike Schatz è andato a guardare un'esibizione di marionette al Dad's Garage. Schatz aveva portato sua figlia di cinque anni a vedere lo spettacolo per bambini Uncle Grampa’s Hoo-Dilly Stew, dell'attore Lucky Yates. Secondo Mike Schatz, l'emozione che gli ha portato nel vedere quello spettacolo è stata molto simile alla prima volta che è andato a vedere The Second City. Più tardi, Schatz ha iniziato a esibirsi con la stessa compagnia.
Schatz, il cui padre era un giornalista della CNN, si è laureato all'Università della Georgia nel 1992. Nel corso del tempo ha recitato e prestato la sua voce sia per la squadra degli Atlanta Braves e per la catena di ristoranti Moe's Southwest Grill che per le serie televisive come Aqua Teen Hunger Force.
Per un breve periodo, Schatz ha lavorato anche alla WSB-TV, dove tirava fuori le palline da ping pong da una tramoggia e diceva i numeri della Georgia Lottery. Nel suo primo lavoro, il compito di Schatz era quello di scrivere la sceneggiatura dei trailer dei film. Per più di 20 anni ha fatto cabaret e commedie improvvisate nei teatri della città come Laughing Matters.
Oltre all'improvvisazione, Schatz ama la scrittura. Tra gli altri ha scritto V.I.P. Room, un testo semi-autobiografico sui paralleli della vita domestica e l'amore per gli stripclub, e Apnea, racconto che si concentra sull'apnea del sonno.

## Filmografia

### Attore

#### Televisione
- Major League - La grande sfida, regia di John Warren (1998)
- Your Pretty Face Is Going to Hell – serie televisiva, 3 episodi (2011-2016)

#### Cortometraggi
- Alone with People, regia di Drew Van Steenbergen (2014)

### Doppiatore
- Aqua Teen Hunger Force – serie animata, 20 episodi (2002-2015)
- Spacecataz – episodio pilota (2004)
- Squidbillies – serie animata, 3 episodi (2006-2016)
- Frisky Dingo – serie animata, 2 episodi (2007)
- Aqua Teen Hunger Force Colon Movie Film for Theaters – film (2007)
- Aqua Teen Hunger Force Zombie Ninja Pro-Am – videogioco (2007)
- Archer – serie animata, 2 episodi (2011)
- America: il film (America: The Motion Picture), regia di Matt Thompson (2021)
- AquaDonk Side Pieces – serie animata, 1 episodio (2022)

## Doppiatori italiani
Da doppiatore è sostituito da:
- Alberto Caneva in Aqua Teen Hunger Force